# Líf und Lífthrasir

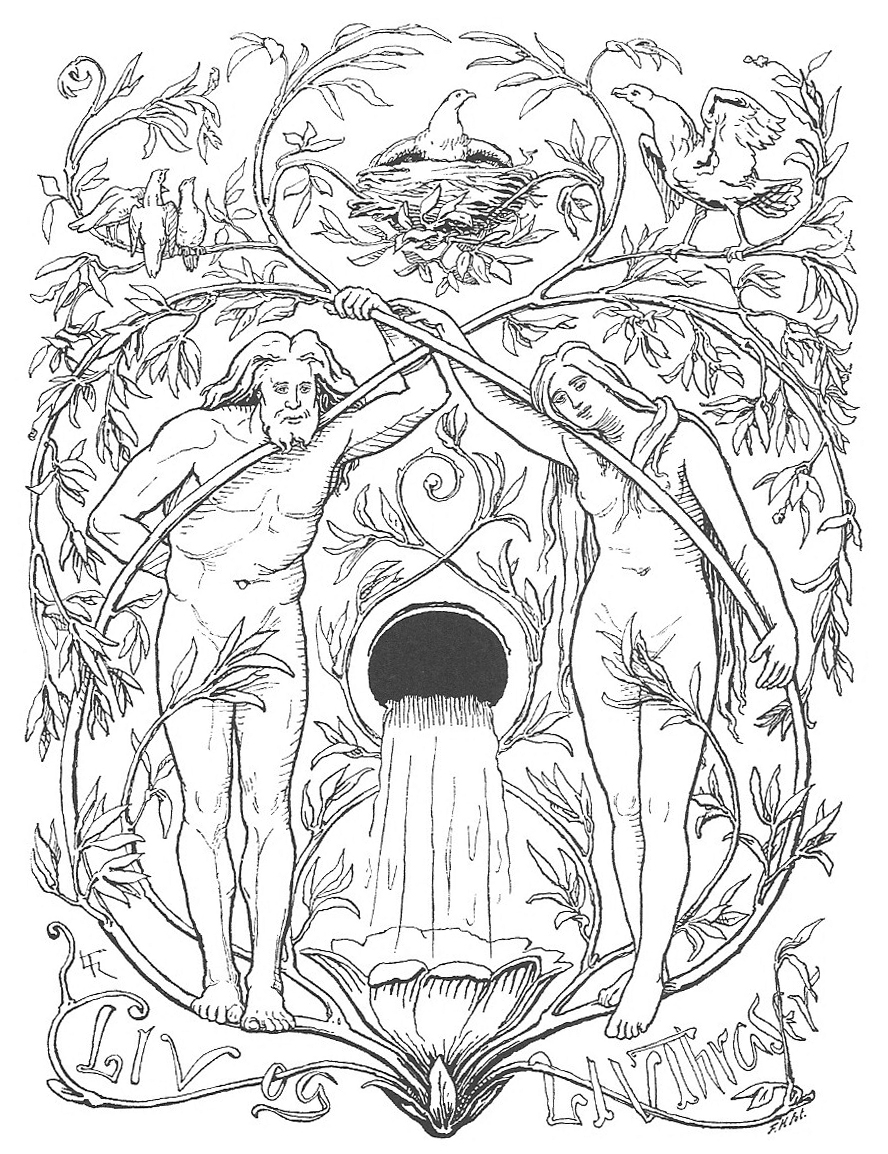
Lífthrasir und Líf

Líf und Lífthrasir (altnordisch Líf ok Lífþrasir, beide Namen enthalten die Wurzel „Leben“) sind die Namen des Menschenpaares, das in der germanischen Mythologie als einziges die Götterdämmerung und die damit verknüpften Katastrophen übersteht und nach dem Ende der apokalyptischen Ereignisse die Welt mit seinen Nachkommen neu bevölkert.
Erwähnung finden die Namen in der 45. Strophe des Vafþrúðnismál. Dem inkognito auftretenden Odin wird ein Rätsel in den Mund gelegt, in dem er nach den menschlichen Überlebenden des Fimbulwinters fragt, worauf der Riese Wafthrudnir richtig antwortet, Líf und Lífthrasir seien die Namen der Gesuchten, die „in Hoddmímirs Holz“ Zuflucht suchen und sich nur von Morgentau ernähren werden, bevor aus ihren Kindern ein neues Menschengeschlecht ersteht. Snorri Sturluson bezieht sich auf diese Stelle: „An einem Ort, Hoddmimirs Holz genannt, verbargen sich während Surts Lohe zwei Menschen, Líf und Lífthrasir genannt, und nährten sich vom Morgentau. Von diesen beiden stammt ein so großes Geschlecht, daß es die ganze Welt bewohnen wird.“ (Gylfaginning 53)